# Boldizsár Báthory
Boldizsár Báthory fou un Voivoda (Príncep) de Transsilvània entre els mesos de juliol i agost de 1594. Fill d'András Bathory i de Margit Majláth va néixer el 1555.
Boldizsár Báthory era un dels membres més destacats de la influent família dels Bathory, una de les més importants de la noblesa hongaresa de Transsilvània. Encara que inicialment havia estat cridat a ocupar com el seu germà Andreu Bathory (que posteriorment també seria Voivoda de Transsilvània) una funció secundària al voltant de la cort de seu cosí Segimon Bathory, va ser nomenat Voivoda el 24 de juliol de 1594 després que un grup de nobles contraris a la política de Segimon fessin a aquest renunciar al tron transsilvà, essent un dels líders d'aquesta revolta Boldizsár.
Però l'agost de 1594 davant de l'amenaça d'intervenció de l'emperador a Transsilvània i el poc suport que tenien els revoltats entre la resta de la noblesa transsilvana va fer que els partidaris de Segimon detinguessin a Boldizsár i reinstauressin a Segimon Bathory al tron de Transsilvània, essent Boldizsár i els seus col·laboradors executats l'11 de setembre de 1594.